# P. Paul Fenech

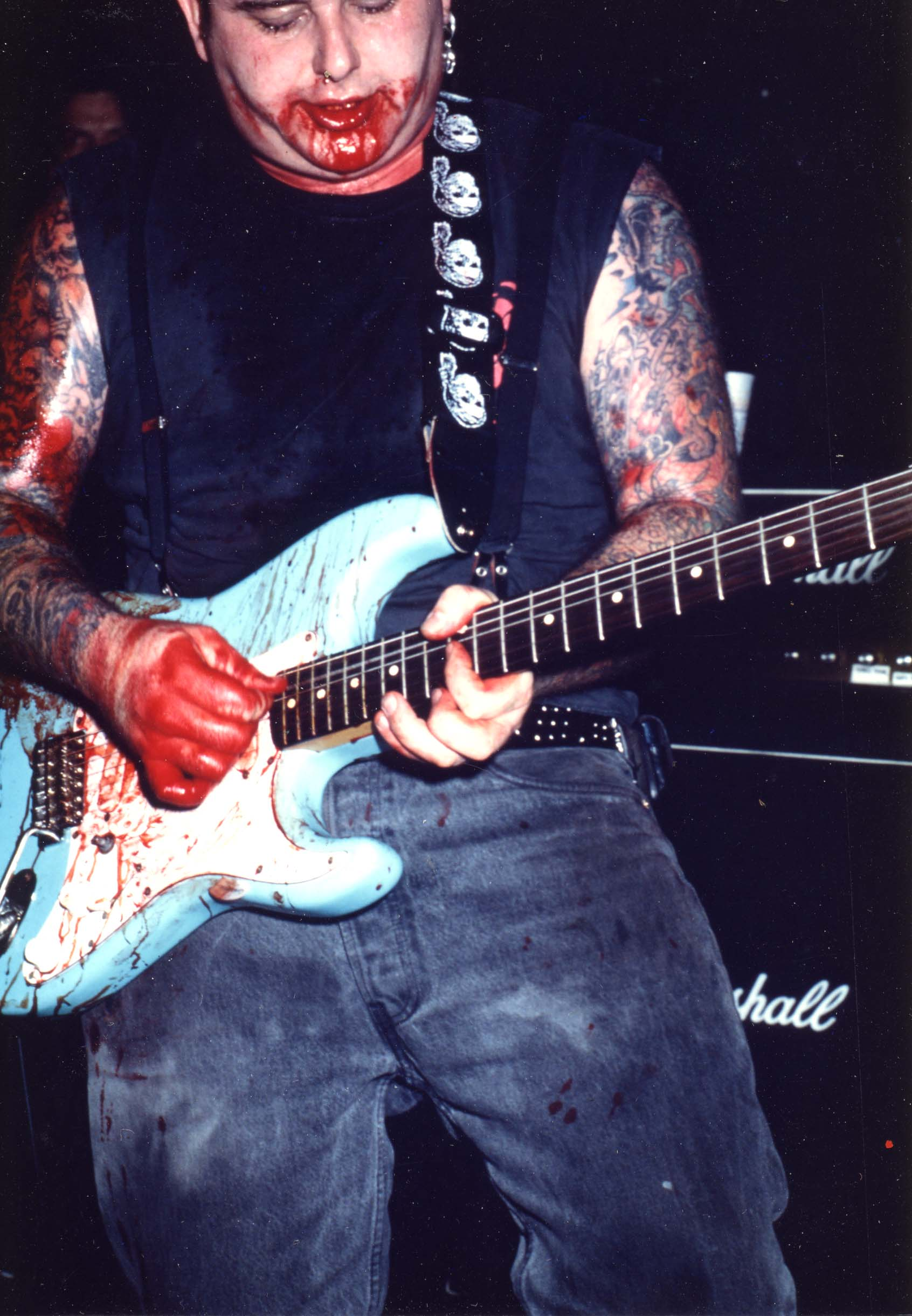
P. Paul Fenech

P. Paul Fenech är en brittisk rockartist, förgrundsfigur i banden The Meteors och The Legendary Raw Deal samt soloartist. 

## Diskografi
- 1992 	The Rockin' Dead
- 1995 	Daddy's Hammer
- 1997 	The Disease
- 2000 	Screaming In The 10th Key
- 2002 	Fenechaphobia
- 2006 	The "F" Word
- 2008 	Skitzofenech
- 2010 	The Worst Of PPF666(samlingsalbum)
- 2010 	Bastard Pizzabox(specialutgåva i boxformat)
- 2010 	International Super Bastard